# Vasile Lașcu
Vasile Lașcu (n. 1857, Chișinău – d. secolul al XX-lea) a fost un publicist și scriitor de limba rusă, om politic român, care a făcut parte din Sfatul Țării din Basarabia.

## Biografie
La data de 27 martie 1918 Vasile Lașcu a votat Unirea Basarabiei cu România.